# Geospiza
Geospiza és un gènere d'ocells de la família dels tràupids (Thraupidae).

## Taxonomia
Segons la Classificació del Congrés Ornitològic Internacional (versió 14.2, 2024) aquest gènere està format per 9 espècies:
- Pinsà de Darwin fuliginós - (Geospiza fuliginosa Gould, 1837)
- Pinsà de Darwin becfí - (Geospiza difficilis Sharpe, 1888)
- Pinsà de Darwin de Genovesa becfí - (Geospiza acutirostris Ridgway, 1894)
- Pinsà de Darwin vampir - (Geospiza septentrionalis Rothschild & Hartert, EJO, 1899)
- Pinsà de Darwin beccònic - (Geospiza conirostris Ridgway, 1890)
- Pinsà de Darwin de Genovesa becgròs - (Geospiza propinqua Ridgway, 1894)
- Pinsà de Darwin becgròs - (Geospiza magnirostris Gould, 1837)
- Pinsà de Darwin dels cactus - (Geospiza scandens Gould, 1837)
- Pinsà de Darwin mitjà - (Geospiza fortis Gould, 1837)